# اسپیندا
اسپیندا (به ایتالیایی: Spineda) یک منطقهٔ مسکونی در ایتالیا است که در استان کریمونا واقع شده‌است.

## خصوصیات
اسپیندا ۱۰٫۳ کیلومترمربع مساحت و ۶۲۰ نفر جمعیت دارد.